# Чејмберсберг (Пенсилванија)
Чејмберсберг (енгл. Chambersburg) град је у америчкој савезној држави Пенсилванија.

## Демографија
По попису из 2010. године број становника је 20.268, што је 2.406 (13,5%) становника више него 2000. године.
| Група             | 2000.          | 2010.          |
| Белци             | 14.954 (83,7%) | 14.457 (71,3%) |
| Афроамериканци    | 1.350 (7,6%)   | 1.857 (9,2%)   |
| Азијати           | 155 (0,9%)     | 281 (1,4%)     |
| Хиспаноамериканци | 1.140 (6,4%)   | 3.175 (15,7%)  |
| Укупно            | 17.862         | 20.268         |